# Virginia Liston

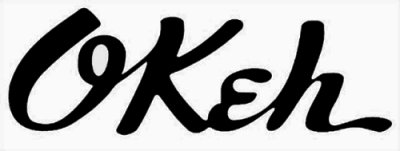
Okeh Records

Virginia Liston, (Louisiana, 1890 – Saint Louis, 1932. június) amerikai klasszikus blues- és dzsesszénekesnő. Pályafutása nagy részét a vaudeville szinpadan töltötte. Férjével, Samuel H. Gray-jel léptek fel Liston és Liston néven. Az 1920-as években számos felvételt készített, többek között Clarence Williams Blue Five együttesével: „You've Got the Right Key, but the Wrong Keyhole” és az „Early in the Morning” című dalokban, továbbá a Washboard Banddel a „Cushion Foot Stomp” és a „P.D.Q. Blues” című dalokban.
| Virginia Liston                           | Virginia Liston                           |
| Kattints az alábbi külső linkek egyikére! | Kattints az alábbi külső linkek egyikére! |
| ----------------------------------------- | ----------------------------------------- |
| Nem található szabad kép.(?)              |                                           |
| külső link · jogvédett                    | Virginia Liston                           |

## Pályafutása
Gyermekkoráról keveset tudunk. Úgy tartják, hogy 1890 körül született Louisianában, bár az amerikai népszámlálási adatok arra utalnak, hogy Mississippiben születhetett. Tízéves korában családjával New Orleansban élt. 1909-ben helyi színházakban dolgozott. 1910-ben Texasban lépett fel. 1911-ben feleségül ment Dave Liston énekeshez. A pár állítólag 1913-ban elvált.
1912 körül bluesénekesnőként lépett fel a philadelphiai Segal Színházban. Ezt követően Washingtonban élt az 1920-as évek elejéig. 1920 és 1923 között a Theatre Owners Booking Association varietékörútján léptek fel Délen, és Philadelphiában valamint Atlantic Cityben is játszott színházakban. Rendszeresen fellépett Harlem színházaiban is.
1923 körül New Yorkban telepedett le.
Az 1920-as évek elején ismerkedett meg Clarence Williams zongoristával. Első felvételeit 1923. szeptemberében készítette az Okeh Recordsnál. 1926-ig harminchat száma jelent meg az Okeh és a Vocalion Records gondozásában. Ezek között voltak Louis Armstronggal és Sidney Bechettel közös fellépések is. 1924 januárjában Liston és Sam Gray két közös dalt vett fel az Okeh számára. 1927-ben elkészítette utolsó felvételét a Clarence Williams Washboard Banddel. 1929-ben bejelentette visszavonulását a show-biznisztől. Missouri állambeli St. Louisba költözött, és egy templomban dolgozott. 1932. júniusában halt meg St. Louisban.

## Albumok
- Complete Recorded Works in Chronological Order, vol. 1 (1923–1924), Document Records, 2000
- Complete Recorded Works in Chronological Order, vol. 2 (1924–1926), Document Records, 2000; ez az album tartalmazza még: Lavinia Turner, (1921–1922)

## Fordítás
- Ez a szócikk részben vagy egészben  a   Virginia Liston című angol Wikipédia-szócikk ezen változatának fordításán alapul.  Az eredeti cikk szerkesztőit annak laptörténete sorolja fel. Ez a jelzés csupán a megfogalmazás eredetét és a szerzői jogokat jelzi, nem szolgál a cikkben szereplő információk forrásmegjelöléseként.